# عدیل سراج
عدیل سراج (انگلیسی: Adil Serraj؛ زادهٔ ۲۶ اوت ۱۹۷۹) بازیکن فوتبال اهل مراکش بود.
از باشگاه‌هایی که در آن بازی کرده‌است می‌توان به باشگاه فوتبال الوداد کازابلانکا، باشگاه فوتبال الکوکب المراکشی، باشگاه فوتبال ارتش سلطنتی مراکش، باشگاه فوتبال الفتح، و باشگاه فوتبال الرجا اشاره کرد.
وی همچنین در تیم ملی فوتبال مراکش بازی کرده‌است.